# Paraphymateus
Paraphymateus is een geslacht van rechtvleugeligen uit de familie Pyrgomorphidae. De wetenschappelijke naam van dit geslacht is voor het eerst geldig gepubliceerd in 1962 door Dirsh.

## Soorten
Het geslacht Paraphymateus  is monotypisch en omvat slechts de volgende soort:
- Paraphymateus roffeyi (Dirsh, 1962)